# She Who Dwells in the Secret Place of the Most High Shall Abide Under the Shadow of the Almighty
She Who Dwells in the Secret Place of the Most High Shall Abide Under the Shadow of the Almighty è un album discografico (doppio CD) di raccolta della cantante irlandese Sinéad O'Connor, pubblicato nel 2003.

## Il disco
Il disco 1 contiene una varietà di tracce che vanno dalle riletture di inni sacri in latino, alle collaborazioni con Massive Attack, Asian Dub Foundation, Adrian Sherwood e Roger Eno, oltre che demo, inediti e cover di ABBA e The B-52's.
Il disco 2 contiene la registrazione live di un concerto tenuto in teatro a Dublino nel 2002. Una traccia (You Made Me the Thief of Your Hear) è stata registrata per il film Nel nome del padre e viene qui incisa per la prima volta.

## Tracce
Disco 1
1. Regina Caeli – 1:03 (tradizionale)
2. O Filii et Filiæ – 3:14 (tradizionale)
3. My Love I Bring – 3:55 (Pablo Moses)
4. Do Right Woman, Do Right Man – 3:55 (Chips Moman/Dan Penn)
5. Love Hurts – 4:03 - (Boudleaux Bryant)
6. Ain't It a Shame – 4:31 (Keith Strickland/Cindy Wilson/Ricky Wilson)
7. Chiquitita – 3:50 (Benny Andersson/Björn Ulvaeus)
8. Brigidine Diana – 4:14  (O'Connor)
9. It's All Good – 5:09 - (Damien Dempsey)
10. Love Is Ours – 4:45 - (O'Connor/Neil Davidge/Robert Del Naja)
11. A Hundred Thousand Angels – 3:20 (Andrew Blissett/Lucinda Mary Drayton)
12. You Put Your Arms Around Me – 4:59 (O'Connor/Rick Nowels)
13. Emma's Song – 4:22 (MacDonald/O'Connor/Sherwood)
14. No Matter How Hard I Try – 4:24 (O'Connor/Stewart/Eno)
15. Dense Water, Deeper Down – 3:34 (O'Connor)
16. This IS a Rebel Song – 3:49 (O'Connor)
17. 1000 Mirrors – 4:53 (Aniruddha Das/John Pandit/Steve Chandra Savale/Delbert Tailor)
18. Big Bunch of Junkie Lies – 4:03 (O'Connor)
19. Song of Jerusalem – 5:52 (tradizionale)

Disco 2
1. Molly Malone – 3:56 (tradizionale)
2. Óro, Sé do Bheatha 'Bhaile – 3:07 (tradizionale)
3. The Singing Bird – 4:25 (tradizionale)
4. My Lagan Love – 5:12 (tradizionale)
5. I Am Stretched on Your Grave – 4:43 (Philip King)
6. Nothing Compares 2 U – 5:40 (Prince)
7. John, I Love You – 5:30 (O'Connor)
8. The Moorlough Shore – 5:41 (tradizionale)
9. You Made Me the Thief of Your Heart – 4:38 (Paul Hewson/Gavin Friday/Morris Roycroft)
10. Paddy's Lament – 5:36 (tradizionale)
11. Thank You for Hearing Me – 5:12 (O'Connor)
12. Fire on Babylon – 7:32 (O'Connor)
13. The Last Day of Our Acquaintance – 5:58 (O'Connor)